# 420 A Millardet et de Grasset
'420 A Millardet et de Grasset' ist eine Unterlage zur biotechnischen Bekämpfung der Wurzelreblaus für reblausanfällige Rebsorten. Sie gehört zur Gruppe der Vitis berlandieri × Vitis riparia Kreuzungen und ist sehr kalkverträglich, Ertrag und Qualität der Edelsorte werden aber verschlechtert.

## Abstammung
Kreuzung aus Vitis berlandieri PLANCHON × Vitis riparia MICHAUX von Pierre-Marie Alexis Millardet et Charles Grasset de, Frankreich 1887.

## Ampelografische Merkmale
- Triebspitze: geschlossen bis halboffen, mit weißlicher Wollbehaarung, karminrot umrandet
- Junges Blatt: leicht bronziert und sehr glänzend
- Ausgewachsenes Blatt: Oberseite dunkelgrün, Unterseite blassgrün, glänzend, sehr dick, herzförmig, dreilappig, wenig gebuchtet; Stielbucht: lyra- bis offen u-förmig
- Triebe: dunkelgrün mit typischen rötlich violetten Knoten
- Blüte: männlicher Scheinzwitter

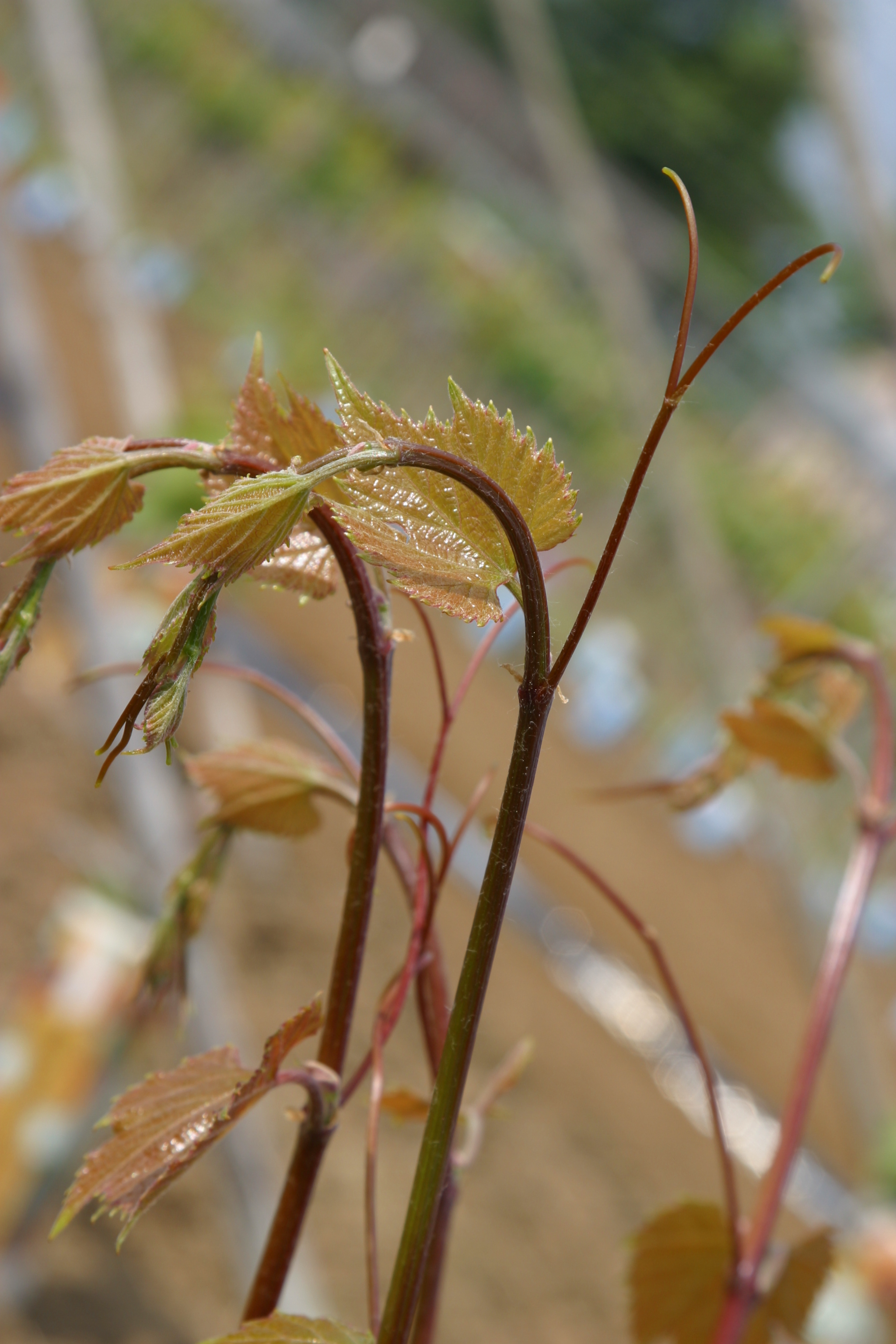
Triebspitze
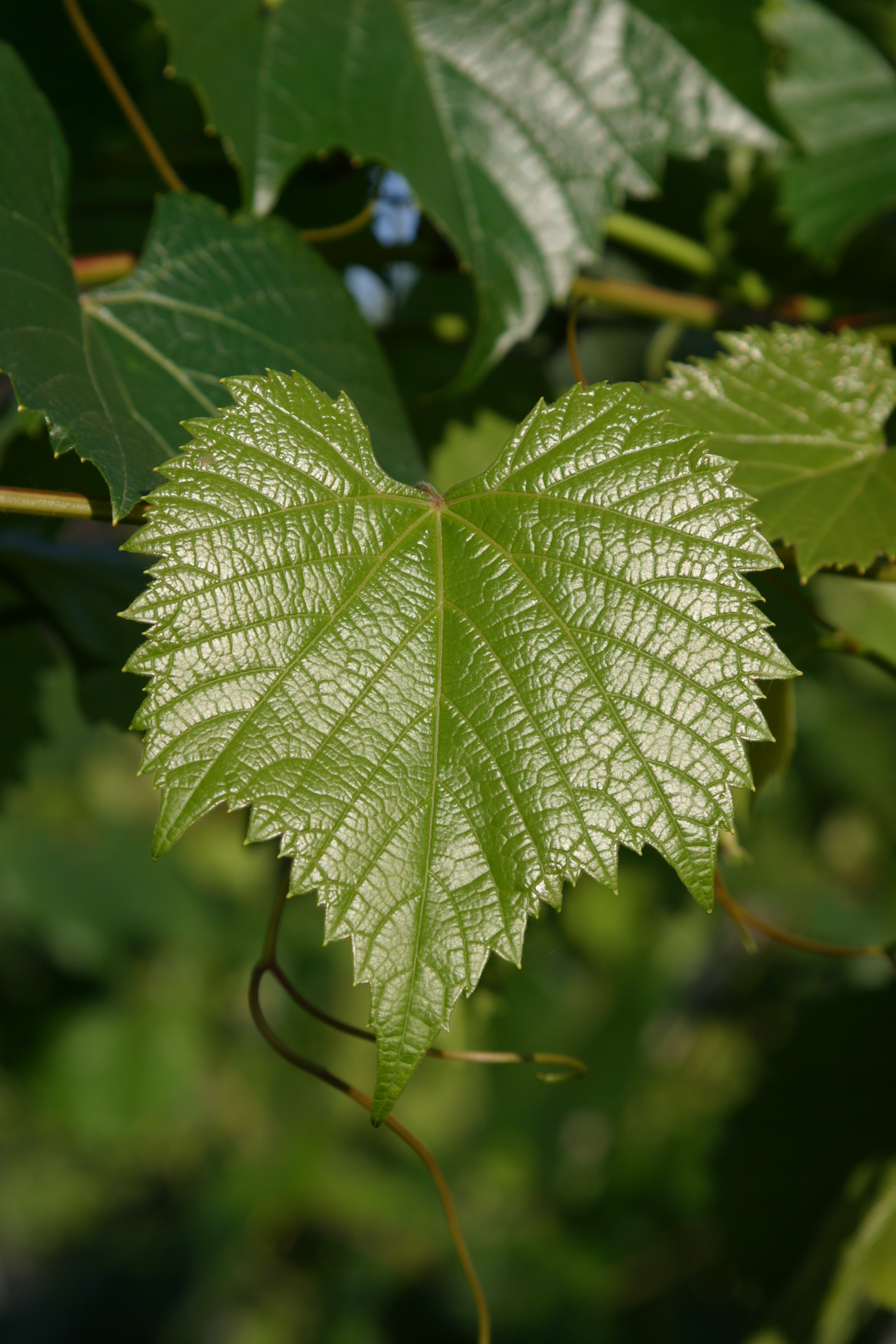
Junges Blatt
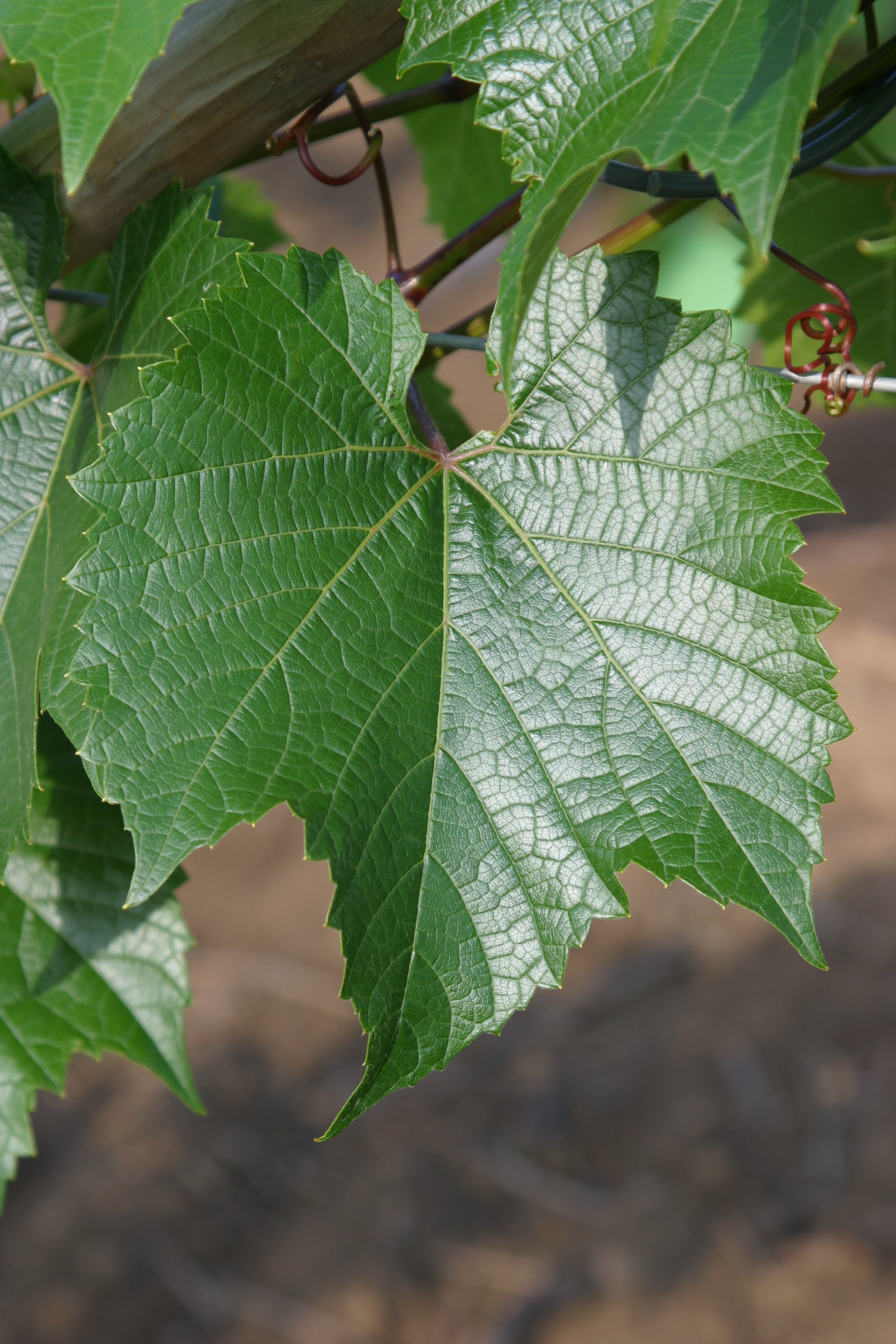
Erwachsenes Blatt
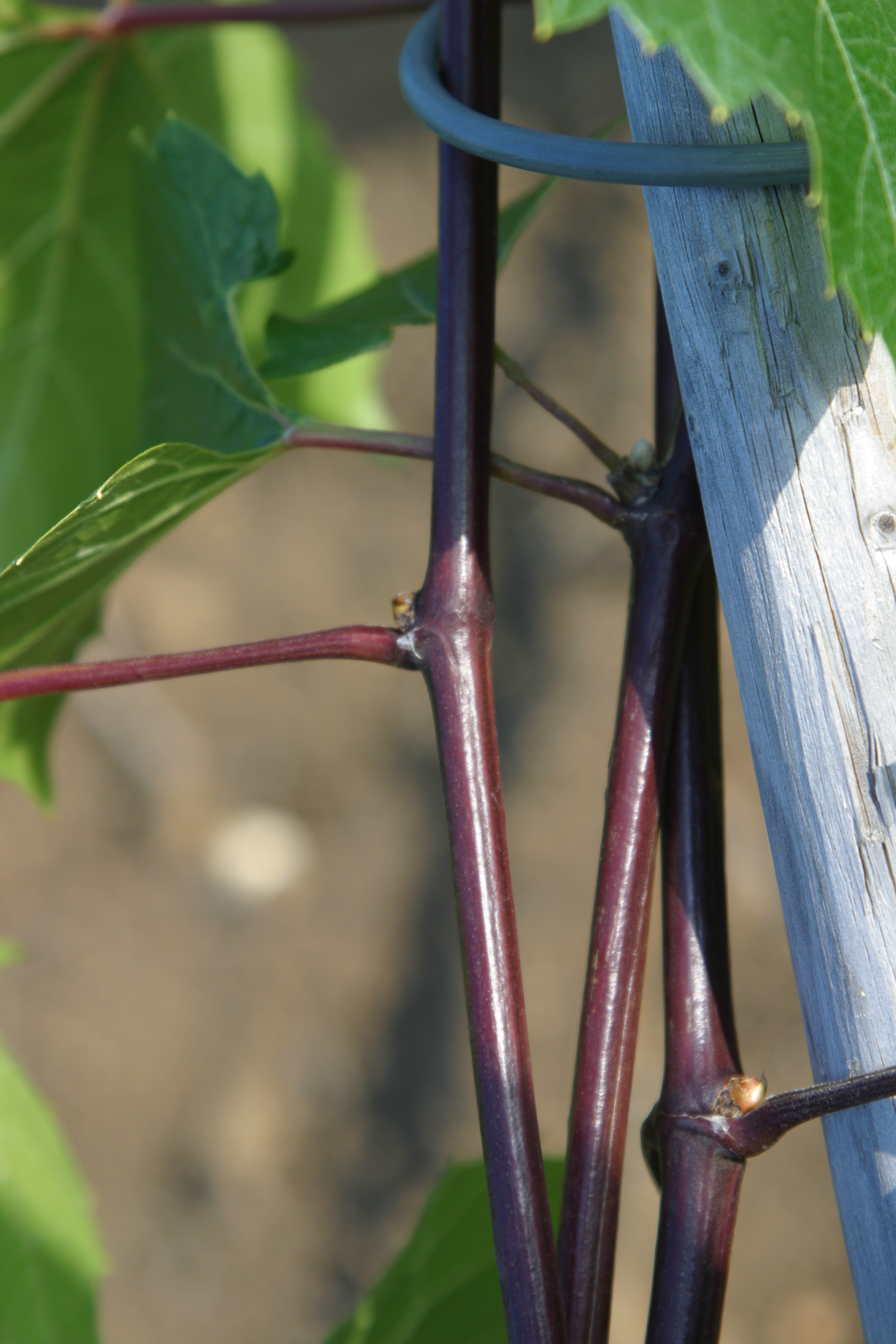
Triebe

## Eigenschaften – Verwendung
Der Wuchs ist schwach bis mittelstark, das Bewurzelungsvermögen leider gering.
Sie wir kt auf den Ertrag und die Qualität ungünstig und die Rebstöcke sind anfällig für Staunässe im Frühjahr. Sie ist sehr kalkverträglich.
Ist für lockere, flach- oder tiefgründige, eher trockene, steinige, hitzige Kalkböden in frühreifen Lagen geeignet.

## Synonyme
- 420 A Millardet et de Grasset in der Datenbank Vitis International Variety Catalogue des Instituts für Rebenzüchtung Geilweilerhof (englisch)